# Guernsey (raza bovina)

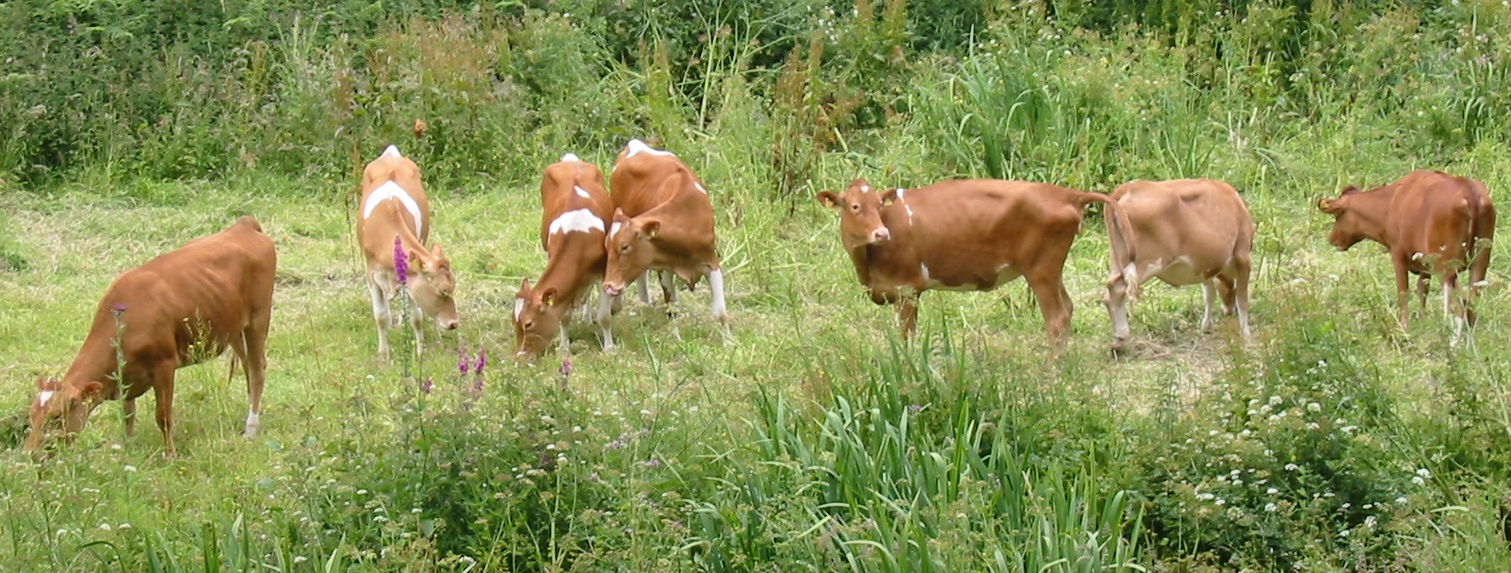
Ganado guernsey en Saint Saviour, Guernsey.

Guernsey es una raza de ganado bovino utilizada para producir leche. Tiene un pelaje de color marrón dorado y blanco, y es especialmente famosa por el rico aroma de su leche, como también por ser los animales muy dóciles y de fácil manejo.

## Leche
Las cualidades únicas de la leche proveniente de las vacas guernsey le han dado fama a esta raza. La leche posee un color dorado a causa de un muy alto contenido de beta caroteno. El beta caroteno es una fuente de vitamina A, la que permitiría reducir los riesgos de ciertos tipos de cáncer.  La leche también posee un alto contenido de grasa butírica que llega al 5% y un elevado contenido de proteína del 8,5%. Las vacas guernsey producen unos 6000 litros de leche por vaca por año. En Estados Unidos las vacas guernsey producen en promedio unas 7,500 kg de leche por año con un contenido de grasa del 4,5% y 3,2% de proteína. El ganado guernsey es el mayor productor porcentual de leche A2 entre todas las razas lecheras de ganado.

## Orígenes

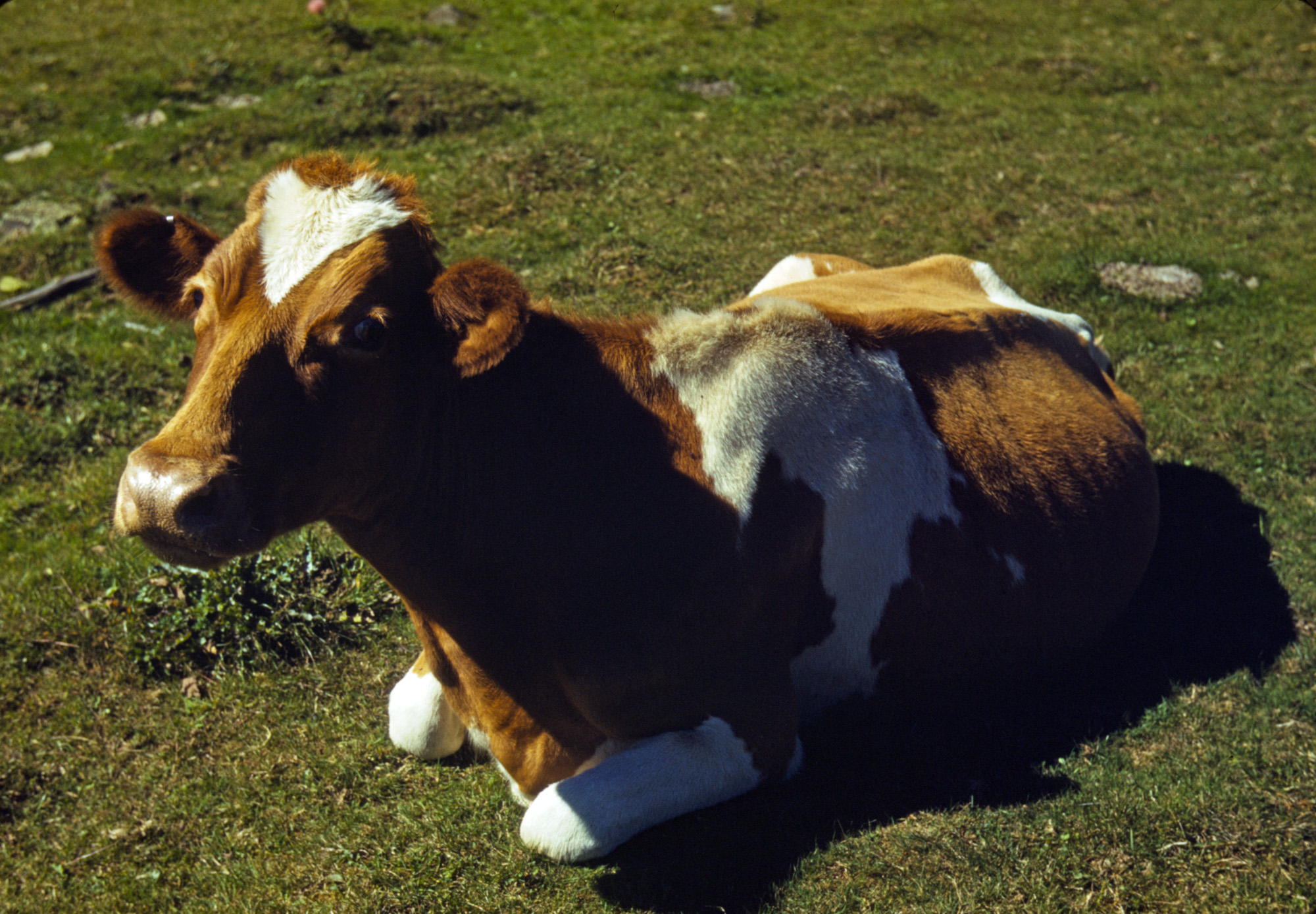
Vaca guernsey en Estados Unidos.

Tal como su nombre lo indica, la raza guernsey se desarrolló en la isla de Guernsey.  Se cree que desciende de dos razas que fueron llevadas desde la cercana Francia, la isigny de Normandía y la Froment du Léon de Bretaña.  La raza guernsey fue registrada como una raza independiente hacia 1700. En 1789, se prohibieron por ley las importaciones de ganado foráneo a Guernsey para mantener la pureza de la raza aunque algo de ganado evacuado desde Alderney durante la Segunda Guerra Mundial se mezcló con la raza.
Las exportaciones de ganado y semen fueron durante algún tiempo una fuente de importantes recursos económicos de la isla y a comienzos del siglo XX gran cantidad de ganado fue exportado desde Guernsey hacia Estados Unidos.

## Ubicación
Además de estar en su lugar de origen, Guernsey la raza es utilizada en producciones lecheras en los países de Estados Unidos, Canadá, Inglaterra, Australia, Dinamarca, Noruega, Suecia y en menor medida en algunos países de América del Sur.
Fuente: Raza guernsey Archivado el 7 de junio de 2020 en Wayback Machine.